# Aucula albirubra
Aucula albirubra är en fjärilsart som beskrevs av Köhler 1936. Aucula albirubra ingår i släktet Aucula och familjen nattflyn. Inga underarter finns listade i Catalogue of Life.